# إليجاه بليك
إليجاه بليك (بالإنجليزية: Elijah Blake)‏ هو كاتب أغاني أمريكي، ولد في 4 يونيو 1992 في جمهورية الدومينيكان.

## روابط خارجية
- إليجاه بليك على موقع IMDb (الإنجليزية)
- إليجاه بليك على موقع ميوزك برينز (الإنجليزية)
- إليجاه بليك على موقع ديسكوغز (الإنجليزية)
- إليجاه بليك على موقع قاعدة بيانات الفيلم (الإنجليزية)